# Guggenhausen

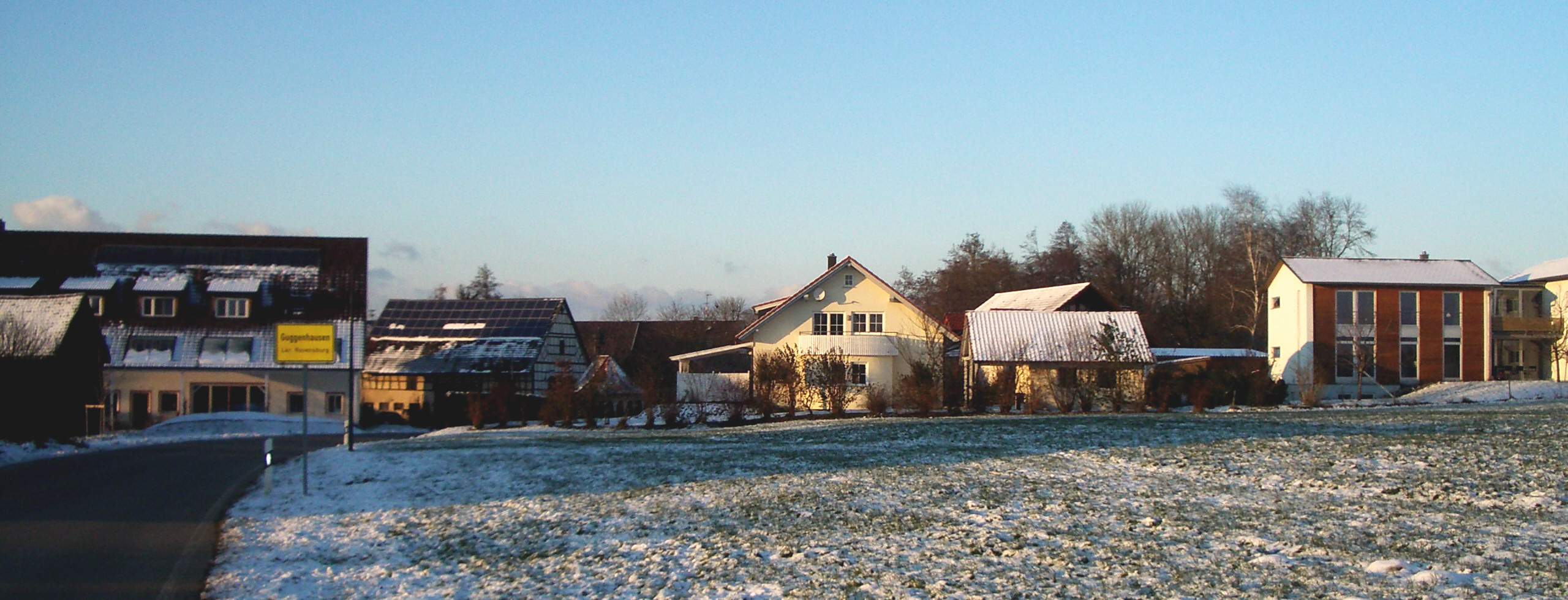
Guggenhausen

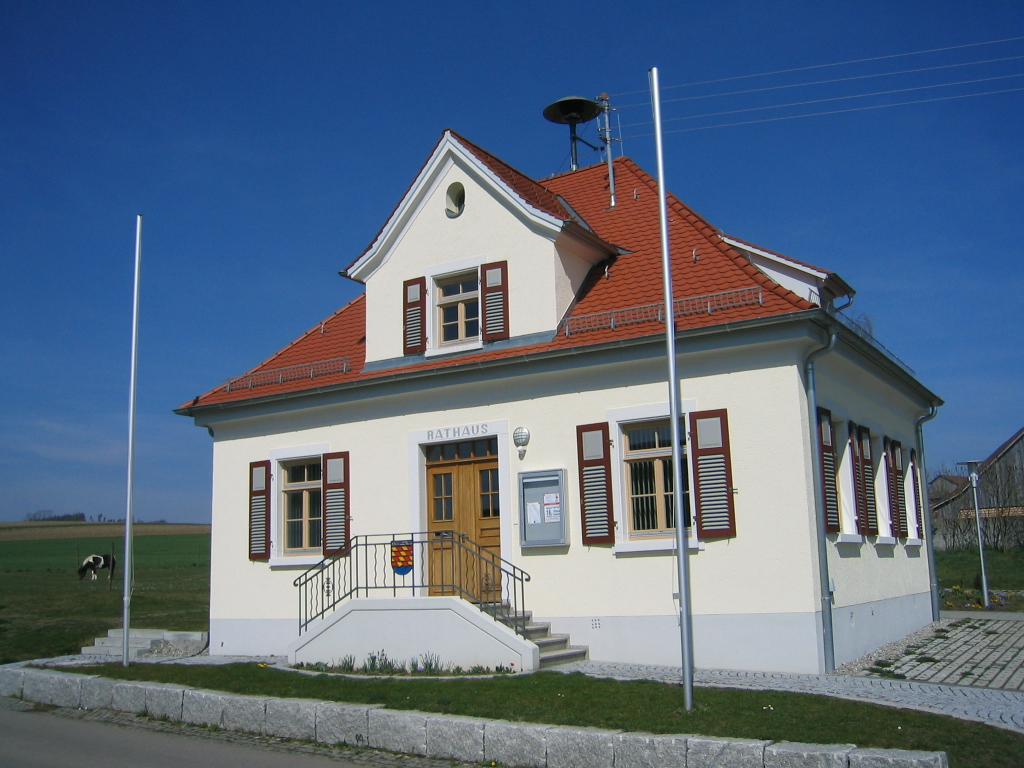
Das Rathaus

Guggenhausen ist die kleinste Gemeinde im Landkreis Ravensburg in Baden-Württemberg. Die Gemeinde ist Mitglied im Gemeindeverwaltungsverband Altshausen mit Sitz in Altshausen.

## Gemeindegliederung
Neben Guggenhausen (mit 25 Häusern einschließlich Rathaus) gehören die Weiler und Höfe Bauhof, Brunnen, Egg, Haslach, Königsegg, Luegen, Muttenhaus und Wendenreute zur Gemeinde. Das Gebiet der Gemeinde ist über vier nicht zusammenhängende Areale verteilt, so dass von Guggenhausen aus gesehen zum Beispiel die Weiler Königsegg und Luegen sich jeweils in separaten Exklaven befinden.

## Geschichte

### Vorgeschichte
In den Weilern Brunnen und Egg wurden keltische Grabhügel nachgewiesen.

### Mittelalter und frühe Neuzeit
Guggenhausen wurde erstmals 1251 als Guginhusin urkundlich erwähnt. Der Name geht wohl auf den Personennamen Gucko zurück. Für das Jahr 1264 sind Schenkungen des Kämmerers Heinrich von Bigenburg von Besitz im Ort an das Kloster Baindt belegt.
Die Burg Königsegg war die Stammburg eines Zweigs der Herren von Fronhofen, die sich ab 1251 Herren von Königsegg nannten, im 14. Jahrhundert in den Besitz des ganzen Ortes kamen und im Laufe der Zeit größere Gebiete in der Umgebung und bei Aulendorf sowie zwischen Oberstaufen und Immenstadt erwarben. Sie verlegten ihre Residenz Mitte des 17. Jahrhunderts nach Königseggwald.

### Seit der Zugehörigkeit zu Württemberg
Die Grafschaft Königsegg-Aulendorf fiel 1806 an das Königreich Württemberg. Guggenhausen wurde dem Oberamt Saulgau zugeordnet. Die Stammburg in Königsegg wurde im 19. Jahrhundert in ein Hofgut umgewandelt. Eine Burgkapelle im Ostflügel mit einem Weihwasserbecken der Renaissance blieb erhalten. Die Burg Königsegg war bis 1850 Teil der Gemeinde Hoßkirch und ist seither mit ihrer östlichen Umgebung eine Exklave Guggenhausens. Bei der Kreisreform während der NS-Zeit in Württemberg gelangte Guggenhausen 1938 zum Landkreis Saulgau, bei dem es bis 1972 blieb. Im Jahre 1945 wurde Guggenhausen Teil der Französischen Besatzungszone und kam somit zum Nachkriegsland Württemberg-Hohenzollern, welches 1952 im Bundesland Baden-Württemberg aufging.
Seit der Kreisreform von 1973 ist Guggenhausen Teil des Landkreises Ravensburg.

### Religion
Guggenhausen ist überwiegend katholisch geprägt. Am Ort befindet sich die im Spätbarock entstandene Kapelle Sankt Joseph. Die römisch-katholischen Christen gehören zur Kirchengemeinde St. Felix und Adauctus in Fleischwangen. Diese ist Bestandteil der Seelsorgeeinheit Altshausen im Dekanat Saulgau der Diözese Rottenburg-Stuttgart. Die evangelischen Christen von Guggenhausen gehören zur Kirchengemeinde Altshausen im Kirchenbezirk Biberach der Württembergischen Landeskirche.

### Einwohnerentwicklung
| Jahr | Einwohner |
| ---- | --------- |
| 1825 | 186       |
| 1900 | 200       |
| 1961 | 199       |
| 1970 | 196       |
| 1974 | 196       |
| 1991 | 202       |
| 1995 | 216       |
| 2005 | 200       |
| 2010 | 181       |
| 2015 | 179       |
| 2020 | 188       |

## Politik

### Gemeinderat
Bei der Kommunalwahl am 9. Juni 2024 wurde der Gemeinderat durch Mehrheitswahl aus einer Einheitsliste gewählt. Mehrheitswahl findet statt, wenn kein oder nur ein Wahlvorschlag eingereicht werden. Die Wahlbeteiligung betrug 82,7 %. Der Gemeinderat besteht aus acht Mitgliedern.

### Bürgermeister
Jochen Currle wurde am 1. Februar 2017 zum ehrenamtlichen Bürgermeister der Gemeinde Guggenhausen verpflichtet. Der langjährige stellvertretende Bürgermeister wurde am 11. Dezember 2016 mit 57 % der Stimmen gewählt. Am 17. November 2024 wurde er mit 70,5 % der Stimmen für eine zweite Amtszeit wiedergewählt.

### Wappen
| Wappen der Gemeinde Guggenhausen | Blasonierung: „Über blauem Wellenschildfuß von Gold (Gelb) und Rot mit drei Teilungen schräg gerautet.“ |
| Wappen der Gemeinde Guggenhausen | Wappenbegründung: Die roten und goldenen Rauten sind vom Wappen der Herren, seit 1629 Grafen von Königsegg, abgeleitet, deren gleichnamiges Schloss auf Markung Guggenhausen steht. Der Wellenschildfuß soll auf den Guggenhauser Weiher hinweisen. Das Landratsamt Ravensburg hat das Wappen und die Flagge am 26. August 1980 verliehen. |

## Wirtschaft und Infrastruktur
Guggenhausen ist von der Landwirtschaft geprägt. Fast die Hälfte der Gemeindefläche ist Ackerland, weitere 195 Hektar sind Dauergrünland; hinzu kommen etwa 70 Hektar Waldgebiet.
Um 1840 wurde der Guggenhauser Weiher angelegt, an dem eine Mahl- und Sägemühle betrieben wurde. Der Weiher, der eine Wasserfläche von 10,1 Hektar aufweist, wird heute von Sportfischern genutzt.

### Verkehr
Guggenhausen ist durch Buslinien mit Wilhelmsdorf, Ostrach, Altshausen und Bad Saulgau verbunden. Die Gemeinde ist Teil des Bodensee-Oberschwaben Verkehrsverbunds (bodo). Bis 1971 verfügte der Ortsteil Königsegg über einen Bahnhof an der Bahnstrecke Altshausen–Schwackenreute.